# Lepidomeda vittata
Lepidomeda vittata är en fiskart som beskrevs av Cope, 1874. Lepidomeda vittata ingår i släktet Lepidomeda och familjen karpfiskar. IUCN kategoriserar arten globalt som sårbar. Inga underarter finns listade i Catalogue of Life.